# Großer Preis von Südafrika 1963
Der Große Preis von Südafrika 1963 (offiziell X South African Grand Prix) fand am 28. Dezember auf dem Prince George Circuit in East London statt und war das zehnte und letzte Rennen der Automobil-Weltmeisterschaft 1963.

## Berichte

### Hintergrund

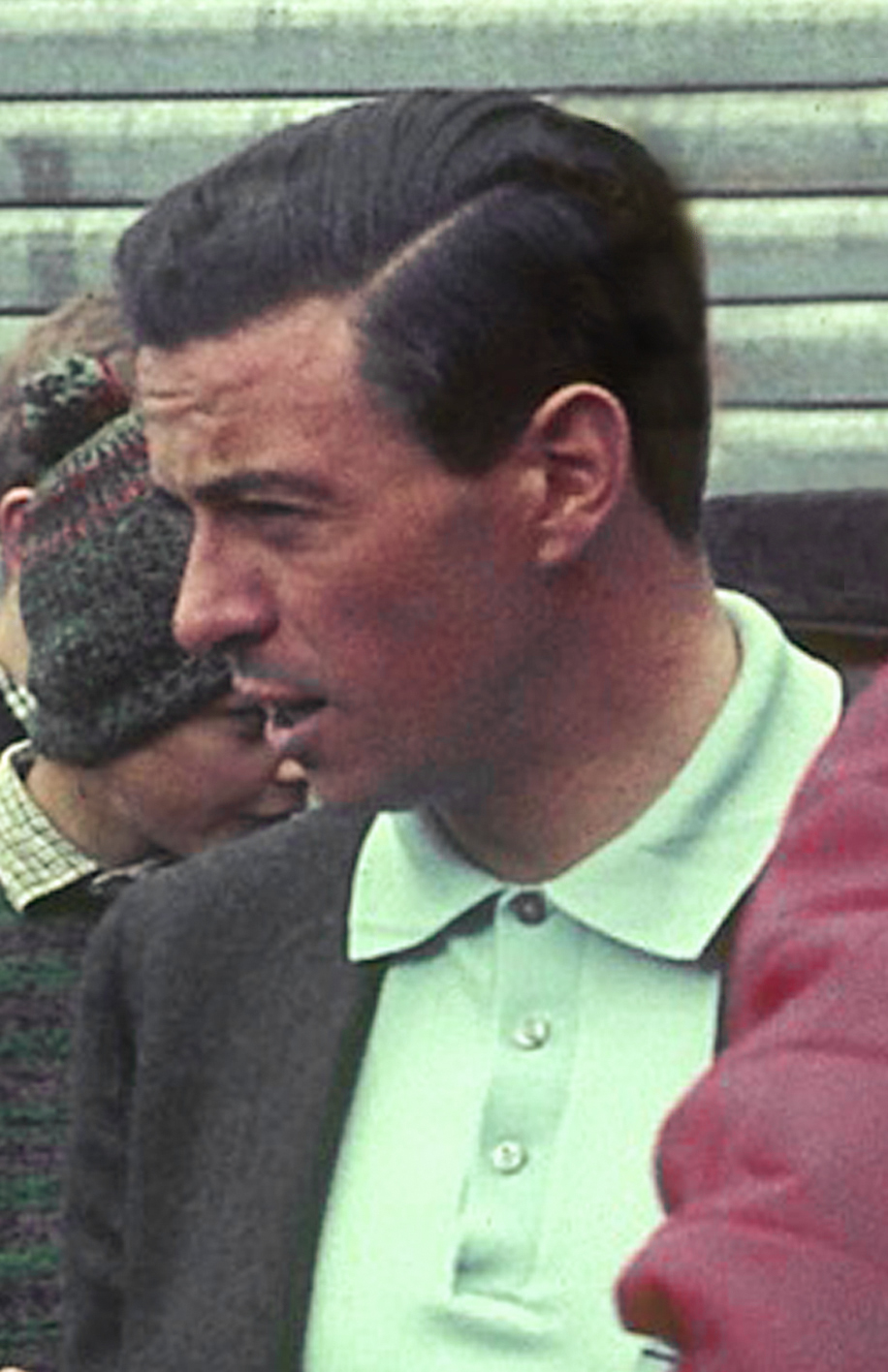
Jim Clark gewann sein siebtes Saisonrennen

Wie im Vorjahr war der Große Preis von Südafrika das am Jahresende stattfindende Saisonfinale. Die Werksteams Brabham, Ferrari und B.R.M. änderten ihre Fahrerpaarungen über den Saisonwechsel hinaus nicht. Bei Cooper fuhr Tony Maggs ein letztes Mal für das Team. Er wechselte 1964 zur Scuderia Centro Sud und fuhr in seiner weiteren Karriere nur noch vereinzelte Rennen mit verschiedenen Kundenfahrzeugen. Bei Lotus fuhr Trevor Taylor ein letztes Mal fürs Team, er wechselte anschließend zu B.R.P.
Da Teams wie A.T.S., Scirocco und B.R.P. dem Rennen fernblieben, wurde das Fahrerfeld wie beim Großen Preis von Südafrika 1962 von überwiegend südafrikanischen Fahrern gefüllt. Ernest Pieterse bestritt sein letztes Rennen auf einem Lotus 21, für ein weiteres Rennen 1965 konnte er sich nicht qualifizieren. Paddy Driver war das erste Mal gemeldet, nahm aufgrund eines Unfalles aber nicht am Rennen teil. Erst elf Jahre später bestritt er einen Grand Prix der Automobilweltmeisterschaft, beim Großen Preis von Südafrika 1974. Bei einer Rennteilnahme hätten elf Jahre zwischen den beiden Rennen gelegen, stattdessen hält aber Jan Lammers diesen Rekord der längsten Pause zwischen zwei Grand Prix. Das Team Otello Nucci meldete zwei Wagen für Doug Serrurier und Peter de Klerk. Serrurier fuhr sein letztes Rennen auf einem LDS Mk1, de Klerk sein erstes auf einem Alfa Romeo Special. Dies war der erste Einsatz eines Alfa-Romeo-Fahrzeuges seit dem Großen Preis von Spanien 1951, als sich das Alfa Romeo Werksteam aus der Automobil-Weltmeisterschaft zurückzog. John Love bestritt sein einziges Saisonrennen auf einem Cooper T55, Sam Tingle sein erstes auf einem LDS Mk1. Brausch Niemann war bei seinem einzigen Grand Prix mit einem Lotus 22 gemeldet, David Prophet bei seinem Debütrennen auf Brabham BT6. Beide Fahrzeuge wurden von einem Ford-Cosworth Aggregat angetrieben. Trevor Blokdyk fuhr ebenfalls sein einziges Rennen im Rahmen der Automobil-Weltmeisterschaft mit einem Cooper T51. Bei diesem Wagen war ein Maserati-Motor verbaut, Maserati pausierte anschließend 3 Jahre als Motorenlieferant.
Graham Hill bestritt seinen 50. Grand Prix.
Zwei Wochen zuvor fand der Rand Grand Prix statt, den Surtees gewann.
Mit Hill und Jim Clark nahmen zwei ehemalige Sieger am Rennen teil, bei den Konstrukteuren waren zuvor Lotus, Cooper, B.R.M. und Porsche jeweils einmal siegreich. In der Fahrerwertung führte Clark uneinholbar und durch die Streichresultateregelung maximal möglicher Punktzahl vor den beiden B.R.M.-Fahrern Richie Ginther und Graham Hill. Auch in der Konstrukteurswertung hatte Lotus bereits die maximale Anzahl Zähler erreicht. Auf Rang zwei lag B.R.M. vor den punktgleichen Konstrukteuren Ferrari und Brabham.

### Training
Zum siebten Mal in der Saison war Clark der schnellste Fahrer im Training. Mit sieben Pole-Position in einer Saison erzielte Clark einen neuen Rekord, zuvor hatten Alberto Ascari, Juan Manuel Fangio und Clark diesen mit sechs Pole-Position inne. 1973 wurde Clarks Rekord von Ronnie Peterson gebrochen, als dieser innerhalb einer Saison neunmal auf dem ersten Startplatz stand. Nun eine Zehntelsekunde hinter Clark qualifizierte sich Jack Brabham auf den zweiten Platz. Sein Teamkollege Gurney wurde mit einer weiteren Zehntelsekunde Abstand Dritter.
Auf den weiteren Plätzen folgten die beiden Ferrari von John Surtees und Lorenzo Bandini, die beide den neuen Ferrari 156 Aero fuhren. Dahinter qualifizierten sich die B.R.M. von Graham Hill und Ginther vor dem zweiten Lotus von Taylor. Auch beim Cooper-Werksteam starteten beide Piloten nebeneinander, auf den Rängen neun und zehn. Bester Fahrer derjenigen mit einem Kundenfahrzeug oder einem privaten Wagen war Jo Bonnier auf Platz elf. Mehr als fünf Sekunden langsamer als Clark waren die südafrikanischen Fahrer, sie qualifizierten sich im hinteren Feld. Letzter der Startaufstellung wurde Carel Godin de Beaufort, dessen Porsche 718 veraltet und nicht mehr konkurrenzfähig war.
Durch einen Trainingsunfall war der Wagen von Paddy Driver zu sehr beschädigt, sodass eine Teilnahme am Rennen für ihn nicht möglich war.

### Rennen
In der Nacht vor dem Rennen wurde McLarens Cooper von den Mechanikern repariert, verschiedene Teile mussten dabei ersetzt werden. De Beaufort wechselte eigenständig den Motor seines Porsche und testete das Fahrzeug anschließend auf öffentlichen Straßen. Dabei geriet er in eine Radarkontrolle und wurde wegen einer Geschwindigkeitsüberschreitung bestraft. Zwei Stunden vor Rennbeginn wurde am Ferrari von Surtees ein Elektronikproblem festgestellt. Mehrere Komponenten wurden daraufhin ausgetauscht, doch erst auf dem Weg in die Startaufstellung funktionierte die Elektronik wieder.
Das Feld war einige Meter vor der eigentlichen Startaufstellung positioniert und 30 Sekunden vor dem Start rollten die Fahrzeuge nach vorn, um sich in der richtigen Startreihenfolge aufzustellen. Brabham gewann den Start, wurde in der ersten Runde aber von Clark überholt, der die Führung übernahm. Surtees überholte ebenfalls Brabham und lag auf Rang zwei hinter Clark und vor beiden Brabhams. Im Mittelfeld duellierten sich Taylor, Bandini, McLaren und Ginther um Position fünf. In den folgenden Runden attackierten Brabham und Gurney Surtees, wodurch Clark sich einen Vorsprung von sieben Sekunden auf die Konkurrenz herausfuhr. Tingle schied in Runde zwei mit einer gebrochenen Halbwelle aus, für Pieterse war eine Runde später das Rennen mit einem Motorschaden beendet.
Bandini verlor nach einem Fahrfehler mehrere Plätze und fiel auf Platz neun zurück, dabei wurde er von McLaren, Ginther und Graham Hill überholt. Bandinis Teamkollege Surtees hatte hingegen technische Schwierigkeiten, wodurch in Runde sechs Brabham und Gurney ihn überholten. Anschließend fiel die Motorleistung von Brabhams Wagen ab, sodass sowohl Gurney als auch Surtees wieder an ihm vorbeigingen. Taylor, der auf Rang fünf lag drehte, sich mit blockierendem Getriebe von der Strecke und verlor ebenfalls mehrere Positionen.
In Runde 15 verbesserte sich Graham Hill auf Platz vier vor seinem Teamkollegen Ginther, da Brabham weitere Plätze verlor. In Runde 45 schied Surtees auf Platz drei liegend aus, der Grund hierfür war ein Motorschaden. Eine Runde später stellte auch Ginther den Wagen mit einer Beschädigung der Halbwelle ab. Auch Prophet und de Klerk fielen im weiteren Rennverlauf aus. Brabham drehte sich von der Strecke und beschädigte dabei seinen Tank. Nachdem er in die Box zurückgefahren war, lief das Benzin aus und Brabham beendete das Rennen. Da er eine ausreichende Renndistanz zurückgelegt hatte, wurde er noch auf Position 13 gewertet.
Im letzten Renndrittel änderten sich die Positionen nicht mehr. Clark gewann mit einer Minute Vorsprung erneut überlegen. Er führte jede Runde des Rennens an und gewann als erster Fahrer in der Geschichte der Automobil-Weltmeisterschaft sieben Saisonrennen. Dieser Rekord hatte bis zur Formel-1-Saison 1988 bestand, als Ayrton Senna ihn mit acht Siegen in einer Saison überbot. Gurney wurde Zweiter und verbesserte sich in der Fahrerwertung auf den fünften Rang. Außerdem fuhr er die erste schnellste Rennrunde seiner Karriere. Graham Hill erreichte das Ziel auf Platz drei und war damit zum Saisonende punktgleich mit seinem Teamkollegen Ginther. Da Graham Hill im Gegensatz zu Ginther zwei Rennen gewann, beendete er die Saison auf Rang zwei der Fahrerwertung. Weitere Punkte im Rennen wurden an McLaren, Bandini und Bonnier vergeben. Maggs wurde siebter vor Taylor, Love und Beaufort.

## Meldeliste
| Team                        | Nr. | Fahrer                  | Chassis            | Motor                | Reifen |
| --------------------------- | --- | ----------------------- | ------------------ | -------------------- | ------ |
| Team Lotus                  | 01  | Jim Clark               | Lotus 25           | Climax 1.5 V8        | D      |
| Team Lotus                  | 02  | Trevor Taylor           | Lotus 25           | Climax 1.5 V8        | D      |
| Scuderia Ferrari SpA SEFAC  | 03  | John Surtees            | Ferrari 156 Aero   | Ferrari 1.5 V6       | D      |
| Scuderia Ferrari SpA SEFAC  | 04  | Lorenzo Bandini         | Ferrari 156 Aero   | Ferrari 1.5 V6       | D      |
| Owen Racing Organisation    | 05  | Graham Hill             | BRM P57            | BRM 1.5 V8           | D      |
| Owen Racing Organisation    | 06  | Richie Ginther          | BRM P57            | BRM 1.5 V8           | D      |
| Lawson Organisation         | 07  | Ernie Pieterse          | Lotus 21           | Climax 1.5 L4        | D      |
| Brabham Racing Organisation | 08  | Jack Brabham            | Brabham BT7        | Climax 1.5 V8        | D      |
| Brabham Racing Organisation | 09  | Dan Gurney              | Brabham BT7        | Climax 1.5 V8        | D      |
| Cooper Car Company          | 10  | Bruce McLaren           | Cooper T66         | Climax 1.5 V8        | D      |
| Cooper Car Company          | 11  | Tony Maggs              | Cooper T66         | Climax 1.5 V8        | D      |
| Rob Walker Racing Team      | 12  | Joakim Bonnier          | Cooper T66         | Climax 1.5 V8        | D      |
| Ecurie Maarsbergen          | 14  | Carel Godin de Beaufort | Porsche 718        | Porsche 1.5 B4       | D      |
| Selby Auto Spares           | 15  | Paddy Driver            | Lotus 24           | BRM 1.5 V8           | D      |
| Otelle Nucci                | 16  | Doug Serrurier          | LDS Mk2            | Alfa Romeo 1.5 L4    | D      |
| Otelle Nucci                | 18  | Peter de Klerk          | Alfa Romeo Special | Alfa Romeo 1.5 L4    | D      |
| John Love                   | 19  | John Love               | Cooper T55         | Climax 1.5 L4        | D      |
| Sam Tingle                  | 20  | Sam Tingle              | Cooper T55         | Climax 1.5 L4        | D      |
| Ted Lanfear                 | 21  | Brausch Niemann         | Lotus 22           | Ford-Cosworth 1.5 L4 | D      |
| David Prophet               | 22  | David Prophet           | Brabham BT6        | Ford 1.5 L4          | D      |
| Scuderia Lupini             | 23  | Trevor Blokdyk          | Cooper T51         | Maserati 1.5 L4      | D      |

## Klassifikationen

### Startaufstellung
| Pos. | Fahrer                  | Konstrukteur    | Zeit   | Ø-Geschwindigkeit | Start |
| ---- | ----------------------- | --------------- | ------ | ----------------- | ----- |
| 01   | Jim Clark               | Lotus-Climax    | 1:28,9 | 158,74 km/h       | 01    |
| 02   | Jack Brabham            | Brabham-Climax  | 1:29,0 | 158,56 km/h       | 02    |
| 03   | Dan Gurney              | Brabham-Climax  | 1:29,1 | 158,38 km/h       | 03    |
| 04   | John Surtees            | Ferrari         | 1:29,8 | 157,15 km/h       | 04    |
| 05   | Lorenzo Bandini         | Ferrari         | 1:30,2 | 156,45 km/h       | 05    |
| 06   | Graham Hill             | B.R.M.          | 1:30,3 | 156,28 km/h       | 06    |
| 07   | Richie Ginther          | B.R.M.          | 1:30,4 | 156,11 km/h       | 07    |
| 08   | Trevor Taylor           | Lotus-Climax    | 1:30,4 | 156,11 km/h       | 08    |
| 09   | Bruce McLaren           | Cooper-Climax   | 1:31,2 | 154,74 km/h       | 09    |
| 10   | Tony Maggs              | Cooper-Climax   | 1:31,5 | 154,23 km/h       | 10    |
| 11   | Joakim Bonnier          | Cooper-Climax   | 1:32,0 | 153,39 km/h       | 11    |
| 12   | Ernest Pieterse         | Lotus-Climax    | 1:34,5 | 149,33 km/h       | 12    |
| 13   | John Love               | Cooper-Climax   | 1:34,6 | 149,18 km/h       | 13    |
| 14   | David Prophet           | Brabham-Ford    | 1:35,5 | 147,77 km/h       | 14    |
| 15   | Brausch Niemann         | Lotus-Ford      | 1:35,6 | 147,62 km/h       | 15    |
| 16   | Peter de Klerk          | Alfa Romeo      | 1:35,7 | 147,46 km/h       | 16    |
| 17   | Sam Tingle              | LDS-Alfa Romeo  | 1:35,8 | 147,31 km/h       | 17    |
| 18   | Doug Serrurier          | LDS-Alfa Romeo  | 1:36,4 | 146,39 km/h       | 18    |
| 19   | Trevor Blokdyk          | Cooper-Maserati | 1:36,5 | 146,24 km/h       | 19    |
| 20   | Carel Godin de Beaufort | Porsche         | 1:36,6 | 146,09 km/h       | 20    |
| 21   | Paddy Driver            | Lotus-B.R.M.    | 1:36,9 |                   | 21    |

### Rennen
| Pos. | Fahrer                  | Konstrukteur    | Runden | Stopps | Zeit        | Start | Schnellste Runde |
| ---- | ----------------------- | --------------- | ------ | ------ | ----------- | ----- | ---------------- |
| 01   | Jim Clark               | Lotus-Climax    | 85     | 0      | 2:10:36,9   | 01    |                  |
| 02   | Dan Gurney              | Brabham-Climax  | 85     | 0      | + 1:06,8    | 03    | 1:29,1           |
| 03   | Graham Hill             | B.R.M.          | 84     | 0      | + 1 Runde   | 06    |                  |
| 04   | Bruce McLaren           | Cooper-Climax   | 84     | 0      | + 1 Runde   | 09    |                  |
| 05   | Lorenzo Bandini         | Ferrari         | 84     | 0      | + 1 Runde   | 05    |                  |
| 06   | Joakim Bonnier          | Cooper-Climax   | 83     | 0      | + 2 Runden  | 11    |                  |
| 07   | Tony Maggs              | Cooper-Climax   | 82     | 0      | + 3 Runden  | 10    |                  |
| 08   | Trevor Taylor           | Lotus-Climax    | 81     | 0      | + 4 Runden  | 08    |                  |
| 09   | John Love               | Cooper-Climax   | 80     | 0      | + 5 Runden  | 13    |                  |
| 10   | Carel Godin de Beaufort | Porsche         | 79     | 0      | + 6 Runden  | 20    |                  |
| 11   | Doug Serrurier          | LDS-Alfa Romeo  | 78     | 0      | + 7 Runden  | 18    |                  |
| 12   | Trevor Blokdyk          | Cooper-Maserati | 77     | 0      | + 8 Runden  | 19    |                  |
| 13   | Jack Brabham            | Brabham-Climax  | 71     | 0      | + 14 Runden | 02    |                  |
| 14   | Brausch Niemann         | Lotus-Ford      | 65     | 0      | + 20 Runden | 15    |                  |
| –    | Peter de Klerk          | Alfa Romeo      | 53     | 0      | DNF         | 16    |                  |
| –    | David Prophet           | Brabham-Ford    | 48     | 0      | DNF         | 14    |                  |
| –    | John Surtees            | Ferrari         | 43     | 0      | DNF         | 04    |                  |
| –    | Richie Ginther          | B.R.M.          | 43     | 0      | DNF         | 07    |                  |
| –    | Ernest Pieterse         | Lotus-Climax    | 3      | 0      | DNF         | 12    |                  |
| –    | Sam Tingle              | LDS-Alfa Romeo  | 2      | 0      | DNF         | 17    |                  |
| DNS  | Paddy Driver            | Lotus-B.R.M.    | –      | –      | –           | 21    | –                |

## WM-Stände nach dem Rennen
Die ersten sechs des Rennens bekamen 9, 6, 4, 3, 2, 1 Punkte. Es zählten nur die sechs besten Ergebnisse aus zehn Rennen. In der Konstrukteurswertung zählten dabei nur die Punkte des bestplatzierten Fahrers eines Teams.

### Fahrerwertung
| Pos. | Fahrer                  | Konstrukteur                  | Punkte  |
| ---- | ----------------------- | ----------------------------- | ------- |
| 01   | Jim Clark               | Lotus-Climax                  | 54 (73) |
| 02   | Graham Hill             | B.R.M.                        | 29      |
| 03   | Richie Ginther          | B.R.M.                        | 29 (34) |
| 04   | John Surtees            | Ferrari                       | 22      |
| 05   | Dan Gurney              | Brabham-Climax                | 19      |
| 06   | Bruce McLaren           | Cooper-Climax                 | 17      |
| 07   | Jack Brabham            | Brabham-Climax / Lotus-Climax | 14      |
| 08   | Tony Maggs              | Cooper-Climax                 | 9       |
| 09   | Lorenzo Bandini         | B.R.M.                        | 6       |
| 10   | Joakim Bonnier          | Cooper-Climax                 | 6       |
| 11   | Innes Ireland           | BRP-B.R.M / Lotus-B.R.M.      | 6       |
| 12   | Gerhard Mitter          | Porsche                       | 3       |
| 13   | Jim Hall                | Lotus-B.R.M.                  | 3       |
| 14   | Carel Godin de Beaufort | Porsche                       | 2       |
| 15   | Trevor Taylor           | Lotus-Climax                  | 1       |
| 16   | Joseph Siffert          | Lotus-B.R.M.                  | 1       |
| 17   | Ludovico Scarfiotti     | Ferrari                       | 1       |
| 18   | Chris Amon              | Lola-Climax                   | 0       |
| 19   | Peter Broeker           | Stebro-Ford                   | 0       |
| 20   | Hap Sharp               | Lotus-B.R.M.                  | 0       |
| 21   | Maurice Trintignant     | Lotus-Climax / Lola-Climax    | 0       |
| 22   | Mike Hailwood           | Lotus-Climax                  | 0       |
| 23   | Tony Settember          | Scirocco-B.R.M.               | 0       |

| Pos. | Fahrer                 | Konstrukteur         | Punkte |
| ---- | ---------------------- | -------------------- | ------ |
| 24   | John Love              | Lotus-Climax         | 0      |
| 25   | Bernard Collomb        | Lotus-Climax         | 0      |
| 26   | Masten Gregory         | Lotus-B.R.M.         | 0      |
| 27   | Phil Hill              | Lotus-B.R.M / A.T.S. | 0      |
| 28   | Moises Solana          | B.R.M.               | 0      |
| 29   | Doug Serrurier         | LDS-Alfa Romeo       | 0      |
| 30   | Bob Anderson           | Lola-Climax          | 0      |
| 31   | Trevor Blokdyk         | Cooper-Maserati      | 0      |
| 32   | John Campbell-Jones    | Lola-Climax          | 0      |
| 33   | Mike Spence            | Lotus-Climax         | 0      |
| 34   | Brausch Niemann        | Lotus-Ford           | 0      |
| –    | Giancarlo Baghetti     | A.T.S.               | 0      |
| –    | Willy Mairesse         | Ferrari              | 0      |
| –    | Ian Burgess            | Scirocco-B.R.M.      | 0      |
| –    | Pedro Rodríguez        | Lotus-Climax         | 0      |
| –    | Lucien Bianchi         | Lola-Climax          | 0      |
| –    | Ian Raby               | Gilby-B.R.M          | 0      |
| –    | Mário de Araújo Cabral | Cooper-Climax        | 0      |
| –    | Rodger Ward            | Lotus-B.R.M.         | 0      |
| –    | Peter de Klerk         | Alfa Romeo           | 0      |
| –    | David Prophet          | Brabham-Ford         | 0      |
| –    | Ernest Pieterse        | Lotus-Climax         | 0      |
| –    | Sam Tingle             | LDS-Alfa Romeo       | 0      |

### Konstrukteurswertung
| Pos. | Konstrukteur   | Punkte  |
| ---- | -------------- | ------- |
| 01   | Lotus-Climax   | 54 (74) |
| 02   | B.R.M.         | 36 (45) |
| 03   | Brabham-Climax | 28 (30) |
| 04   | Ferrari        | 26      |
| 05   | Cooper-Climax  | 25 (26) |
| 06   | BRP-B.R.M.     | 6       |
| 07   | Porsche        | 5       |
| 08   | Lotus-B.R.M.   | 4       |

| Pos. | Konstrukteur    | Punkte |
| ---- | --------------- | ------ |
| 09   | Scirocco-B.R.M. | 0      |
| 10   | Lola-Climax     | 0      |
| 11   | A.T.S.          | 0      |
| 12   | Stebro-Ford     | 0      |
| 13   | LDS-Alfa Romeo  | 0      |
| –    | Alfa Romeo      | 0      |
| –    | Gilby-B.R.M.    | 0      |